# Авиация ВМС Франции
Авиация ВМС Франции или Морская авиация Франции (фр. Aéronautique navale) — одна из четырёх основных составляющих Военно-морских сил Франции. Состоит из базовой авиации и палубной авиации. По состоянию на 2013 год ВМС Франции имеют в своём составе один авианосец Р 91 «Шарль де Голль», на борту которого базируются 35 самолётов и 5 вертолётов. Кроме того, один или два палубных вертолёта различного назначения также имеют на борту фрегаты ВМС Франции.
Базовая авиация ВМС Франции для своего базирования использует пять авиабаз в метрополии и одну авиабазу в заморском департаменте Новая Каледония. Базовая авиация ВМС Франции применяется для различных целей, основными из которых являются воздушное наблюдение и морское патрулирование, а также поиск и спасение на море.

## Эскадрильи
Авиация дальнего радиолокационного обнаружения (ДРЛО)
- 4-я эскадрилья ДРЛО (Flottille 4F)

Многоцелевая авиация
- 11-я истребительная эскадрилья (Flottille 11F)
- 12-я истребительная эскадрилья (Flottille 12F)
- 17-я истребительная эскадрилья (Flottille 17F)

Противолодочная авиация
- 21-я противолодочная эскадрилья (Flottille 21F)
- 23-я противолодочная эскадрилья (Flottille 23F)
- 24-я противолодочная эскадрилья (Flottille 24F)
- 25-я противолодочная эскадрилья (Flottille 25F)
- 34-я противолодочная эскадрилья (Flottille 34F)

Военно-транспортная авиация
- 28-я военно-транспортная эскадрилья (Flottille 28F)

Вспомогательная авиация
- 35-я спасательная эскадрилья (Flottille 35F)
- 36-я эскадрилья береговой охраны (Flottille 36F)

## Учебные эскадрильи
- 10-я эскадрилья (авиаприёмки) (Escadrille 10S)
- 22-я эскадрилья (вертолётная)  (Escadrille 22S)
- 50-я эскадрилья (Escadrille 50S)
- 57-я эскадрилья (Escadrille 57S)

## Аэродромы
- Авиабаза Йер[фр.] (Йер)
- Авиабаза Ландивизьо[фр.] (Ландивизьо)
- Авиабаза Ланн-Биуэ[фр.] (Плёмёр)
- Авиабаза Лянвеок-Пульмик[фр.] (Пульмик в Лянвеоке[фр.])
- Авиабаза Ним-Гарон[фр.] (Ним)
- Авиабаза 186 Нумеа[фр.] (Нумеа, Новая Каледония)

## Центры морской авиации
- Дюни-Ле Бурже (фр. Établissement d'aéronautique navale de Dugny-Le Bourget, Дюньи[фр.]), закрыт 30 июня 2011 года[2].

## Авиатехника
| Часть авиации ВМС                   | ЛА на вооружении                     | Дислокация       |
| ----------------------------------- | ------------------------------------ | ---------------- |
| 11-я истребительная эскадрилья      | Rafale                               | Ландивизьо       |
| 12-я истребительная эскадрилья      | Rafale M                             | Ландивизьо       |
| 17-я истребительная эскадрилья      | Rafale                               | Ландивизьо       |
| 57-я учебно-транспортная эскадрилья | Falcon 10 Mer                        | Ландивизьо       |
| 34-я противолодочная эскадрилья     | Lynx                                 | Лянвеок- Пульмик |
| 22-я учебная вертолётная эскадрилья | Alouette III                         | Лянвеок- Пульмик |
| 50-я учебная эскадрилья             | Rallye / Cap 10                      | Лянвеок- Пульмик |
| 4-я эскадрилья ДРЛО                 | Hawkeye                              | Ланн-Биуэ        |
| 23-я противолодочная эскадрилья     | Atlantique 2                         | Ланн-Биуэ        |
| 24-я противолодочная эскадрилья     | Falcon 50 Xingu                      | Ланн-Биуэ        |
| 21-я противолодочная эскадрилья     | Atlantique 2                         | Ним-Гарон        |
| 28-я военно-транспортная эскадрилья | Nord 262 E Xingu                     | Ним-Гарон        |
| 35-я спасательная эскадрилья        | Dauphin (pedro) Dauphin Alouette III | Йер              |
| 36-я эскадрилья береговой охраны    | Panther                              | Йер              |
| 10-я эскадрилья военной приёмки     | Lynx Rallye Alouette III             | Йер              |
| 25-я противолодочная эскадрилья     | Gardian                              | Нумеа            |

## Вооружение и военная техника
Национальный военно-промышленный комплекс Франции практически полностью удовлетворяет все потребности авиации ВМС. Закупки авиатехники за рубежом довольно редки.
Данные о технике и вооружении авиации ВМС Франции взяты со страницы журнала Aviation Week & Space Technology. Данные на 2009 год.
| Тип                                 | Производство | Назначение                        | Количество | Примечания         |          |
| Самолёты                            | Самолёты     | Самолёты                          | Самолёты   | Самолёты           | Самолёты |
| ----------------------------------- | ------------ | --------------------------------- | ---------- | ------------------ | -------- |
| Dassault Aviation Falcon 50M        | Франция      | наблюдательный самолёт            | 8          |                    |          |
| Dassault Aviation Rafale M          | Франция      | многоцелевой палубный истребитель | 44         |                    |          |
| Dassault-Breguet Atlantique 2       | Франция      | патрульно-противолодочный самолёт | 22         | 6 единиц в резерве |          |
| Dassault-Breguet Falcon 20G Gardian | Франция      | наблюдательный самолёт            | 5          |                    |          |
| Embraer EMB-121                     | Бразилия     | многоцелевой                      | 11         |                    |          |
| Mudry CAP 10B                       | Франция      | учебно-тренировочный              | 7          |                    |          |
| Northrop Grumman E-2C               | США          | палубный самолёт ДРЛО             | 3          |                    |          |
| Вертолёты                           |              |                                   |            |                    |          |
| NHIndustries NH90 "Caïman Marine"   | Франция      | многоцелевой вертолёт             | 26         |                    |          |
| Aerospatiale SA319B                 | Франция      | многоцелевой вертолёт             | 14         |                    |          |
| Aerospatiale SA321G                 | Франция      | противолодочный вертолёт          | 8          |                    |          |
| Aerospatiale SA365                  | Франция      | общего назначения                 | 15         |                    |          |
| Eurocopter AS565MA                  | Франция      | поисково-спасательный             | 16         |                    |          |

## Опознавательные знаки авиации ВМС Франции
Кроме стандартных опознавательных знаков, самолёты и вертолёты Авиации ВМС Франции имеют надпись MARINE, что в переводе с французского языка может означать как Военно-морские силы, так и Военно-морской флот.
- Опознавательный знак